# Indigofera chirensis
Indigofera chirensis är en ärtväxtart som beskrevs av Jan Bevington Gillett. Indigofera chirensis ingår i släktet indigosläktet, och familjen ärtväxter. Inga underarter finns listade i Catalogue of Life.